# Sangria Wine
«Sangria Wine» es un sencillo conjunto de los cantantes Pharrell Williams y Camila Cabello lanzado a la venta el 18 de mayo de 2018. La canción es del género pop con influencias de salsa y pop latino. El sencillo fue compuesto por Williams y Cabello junto a Bianca Landreu y producido por Williams y Cabello.

## Antecedentes
Pharrell trabajó previamente con la cantante en su tema «Havana» como coescritor y grabando las voces de fondo para el sencillo. Volvieron a unirse para componer «Sangria Wine» junto a Bianca Landreu, inicialmente para su álbum debut Camila pero finalmente fue descartada.
El 16 de mayo de 2018, ambos artistas comenzaron a compartir Polaroid fotos con el hashtag "#sangriawine". Al día siguiente se anunció la fecha de lanzamiento para el 18 de mayo y días después su primera presentación oficial en los Premios Billboard.
También es una de las canciones para el juego Just Dance 2019

## Composición
«Sangria Wine» es una canción de pop con influencias de Salsa, e incluye además algunos elementos de reggae. Cabello canta partes en español y partes en inglés. El pre-coro incluye también palabras en español. El coro cuenta con Williams y Cabello cantando juntos el título de la canción. 
Líricamente, la canción ve a los dos cantantes en un "juego" de ida y vuelta, con él elogiando sus movimientos de baile y haciendo comparaciones entre ellos y la bebida. Williams describe el movimiento de baile en la canción como un gancho.

## Interpretaciones en vivo
El 16 de marzo de 2018, Cabello comenzó a interpretar el tema durante los conciertos como parte de su gira "Never Be the Same Tour" aún sin ser lanzada la versión estudio de la misma, el 15 de abril Cabello interpretó por primera vez junto a Pharrell el sencillo en el concierto otorgado en el Hollywood Palladium de Los Ángeles.
El tema fue interpretado por ambos cantantes el 20 de mayo de 2018 en la entrega de los premios Billboard Music Award.

## Video musical
El 18 de mayo se lanzó el video del audio en la cuenta oficial de Youtube de la cantante. El 7 de junio de 2018 Cabello compartió en su cuenta oficial de Youtube el video titulado "Sangria Wine Dance Challenge" en el que se enseña los pasos de la coreografía creada por los coreografos Calvit y Sara junto al hashtag #SangriaWineChallenge.

## Posicionamiento en las listas

### Semanales
| País             | Lista                                   | Mejor posición |
| ---------------- | --------------------------------------- | -------------- |
| Bélgica Flanders | Ultratip Flanders                       | 16             |
| Bélgica Flanders | Ultratop Flanders                       | 45             |
| Canadá           | Billboard Canadian Hot 100              | 88             |
| Escocia          | Scottish Singles                        | 61             |
| Eslovaquia       | Singles Digitál Top 100                 | 24             |
| Estados Unidos   | Billboard Hot 100                       | 83             |
| España           | PROMUSICAE                              | 85             |
| Francia          | SNEP                                    | 81             |
| Grecia           | IFPI                                    | 19             |
| Hungría          | Single Top 40                           | 32             |
| Hungría          | Stream Top 40                           | 31             |
| Irlanda          | IRMA                                    | 76             |
| México           | México Ingles Airplay (Billboard)       | 3              |
| México           | Monitor Latino Anglo                    | 11             |
| Nueva Zelanda    | Heatseekers Singles (RMNZ)              | 7              |
| Polonia          | Polish Airplay Top 100                  | 52             |
| Portugal         | AFP                                     | 23             |
| Reino Unido      | UK Singles Chart                        | 84             |
| República Checa  | Singles Digitál Top 100                 | 48             |
| Suecia           | Heatseekers Singles (Sverigetopplistan) | 2              |
| Suiza            | Schweizer Hitparade                     | 92             |

## Certificaciones
| País   | Organismo certificador | Certificación | Ventas certificadas | Ref.   |
| ------ | ---------------------- | ------------- | ------------------- | ------ |
| México | AMPROFON               | Oro           | 30,000              | [ 45 ] |

## Historial de lanzamiento
| Región         | Fecha              | Formato                     | Discográfica     |
| -------------- | ------------------ | --------------------------- | ---------------- |
|                | 18 de mayo de 2018 | Descarga digital, streaming | Columbia Records |
| Estados Unidos | 5 de junio de 2018 | Radio premier               | Columbia Records |